# Football Club Lausanne-Sport 2018-2019
Questa voce raccoglie le informazioni riguardanti il Football Club Lausanne-Sport nelle competizioni ufficiali della stagione 2018-2019.

## Stagione
Nella stagione 2018-2019 il Losanna, allenato da Giorgio Contini, concluse il campionato di Challenge League al 3º posto. In Coppa Svizzera il Losanna fu eliminato al secondo turno dal Sion.

## Rosa
| N. |                         | Ruolo | Calciatore           |
| -- | ----------------------- | ----- | -------------------- |
| 1  | Svizzera (bandiera)     | P     | Thomas Castella      |
| 3  | Norvegia (bandiera)     | D     | Per-Egil Flo         |
| 4  | Svizzera (bandiera)     | D     | Jérémy Manière       |
| 7  | Croazia (bandiera)      | C     | Stjepan Kukuruzović  |
| 8  | Svizzera (bandiera)     | C     | Joël Geissmann       |
| 9  | Svizzera (bandiera)     | A     | Roman Buess          |
| 10 | Portogallo (bandiera)   | A     | Sancidino Silva      |
| 11 | Burkina Faso (bandiera) | A     | Anthony Koura        |
| 12 | Serbia (bandiera)       | D     | Nikola Boranijašević |
| 14 | Svizzera (bandiera)     | C     | Alexandre Pasche     |
| 15 | Portogallo (bandiera)   | D     | Brandão              |
| 17 | Svizzera (bandiera)     | C     | João Oliveira        |
| 18 | Svizzera (bandiera)     | P     | Dany Da Silva        |
| 19 | Italia (bandiera)       | A     | Francesco Margiotta  |

| N. |                           | Ruolo | Calciatore          |
| -- | ------------------------- | ----- | ------------------- |
| 20 | Svizzera (bandiera)       | C     | Maxime Dominguez    |
| 21 | Svizzera (bandiera)       | C     | Cameron Puertas     |
| 22 | Svizzera (bandiera)       | D     | Sinclair Baddy Dega |
| 23 | Rep. del Congo (bandiera) | D     | Igor N'Ganga        |
| 24 | Svizzera (bandiera)       | D     | Noah Loosli         |
| 26 | Francia (bandiera)        | D     | Mickaël Nanizayamo  |
| 29 | Svizzera (bandiera)       | A     | Andi Zeqiri         |
| 30 | Svizzera (bandiera)       | D     | Nicolas Gétaz       |
| 33 | Svizzera (bandiera)       | A     | Dan Ndoye           |
| 35 | Svizzera (bandiera)       | P     | Diego Berchtold     |
| 37 | Svizzera (bandiera)       | C     | Gabriel Barès       |
| 38 | Stati Uniti (bandiera)    | D     | Lucas Pos           |
| 39 | Svizzera (bandiera)       | D     | Adam Ouattara       |
| 88 | Svizzera (bandiera)       | C     | Cabral              |

## Organigramma societario
Area tecnica
- Allenatore: Giorgio Contini
- Allenatore in seconda: Umberto Romano
- Preparatore dei portieri: Florent Delay
- Preparatori atletici: Sébastien Devillaz, Mattia Garrone

## Calciomercato

### Sessione estiva
| Acquisti | Acquisti            | Acquisti       | Acquisti |
| R.       | Nome                | da             | Modalità |
| -------- | ------------------- | -------------- | -------- |
| C        | Stjepan Kukuruzović | San Gallo      |          |
| D        | Per-Egil Flo        | Slavia Praga   |          |
| A        | Sancidino Silva     | Leixões        |          |
| P        | Dany Da Silva       | Yverdon        |          |
| C        | João Oliveira       | Lechia Danzica |          |
| D        | Igor N'Ganga        | Aarau          |          |
| D        | Mickaël Nanizayamo  | Tours          |          |
| A        | Dan Ndoye           | Losanna U18    |          |

| Cessioni | Cessioni           | Cessioni         | Cessioni |
| R.       | Nome               | a                | Modalità |
| -------- | ------------------ | ---------------- | -------- |
| C        | Benjamin Kololli   | Zurigo           |          |
| C        | Enzo Zidane        | Rayo Majadahonda |          |
| C        | Andrea Maccoppi    | Servette         |          |
| A        | Gonzalo Zárate     | EN Paralimni     |          |
| C        | Alexander Fransson | Basilea          |          |
| P        | Kevin Martin       | Yverdon          |          |

### Sessione invernale
| Acquisti | Acquisti             | Acquisti          | Acquisti |
| R.       | Nome                 | da                | Modalità |
| -------- | -------------------- | ----------------- | -------- |
| A        | Roman Buess          | San Gallo         |          |
| D        | Nikola Boranijašević | Napredak Kruševac |          |
| A        | Anthony Koura        | Nancy             |          |

| Cessioni | Cessioni            | Cessioni       | Cessioni |
| R.       | Nome                | a              | Modalità |
| -------- | ------------------- | -------------- | -------- |
| D        | Elton Monteiro      | Miedź Legnica  |          |
| C        | Mersim Asllani      | Grasshoppers   |          |
| C        | Yeltsin Tejeda      | Herediano      |          |
| C        | Dominik Schmid      | Wil            |          |
| A        | Simone Rapp         | San Gallo      |          |
| C        | Tiago-Marti Escorza | Stade Nyonnais |          |

## Risultati

### Challenge League

#### Prima fase, girone di andata
| Arbitro: | Horisberger |

|             |           |                     |
| Asllani 64’ | Marcatori | 40’ (rig.) Siegrist |

| Arbitro: | Fähndrich |

|                  |           |                     |
| Gajić 58’ (rig.) | Marcatori | 9’ Loosli 68’ Gétaz |

| Arbitro: | Tschudi |

|                                                 |           |                |
| Geissmann 6’ Rapp 44’, 79’ Loosli 60’ Gétaz 74’ | Marcatori | 84’ Milinceanu |

| Arbitro: | Gut |

|               |           |  |
| Dominguez 88’ | Marcatori |  |

| Arbitro: | Piccolo |

|               |           |          |
| Castroman 25’ | Marcatori | 51’ Rapp |

| Arbitro: | Schärer |

|  |           |           |
|  | Marcatori | 8’ Loosli |

| Arbitro: | Jaccottet |

|             |           |          |
| Brandão 21’ | Marcatori | 2’ Tasar |

| Arbitro: | Dudic |

|                        |           |          |
| Doumbia 36’ Seferi 61’ | Marcatori | 84’ Rapp |

| Arbitro: | Jancevski |

|                                   |           |                             |
| Monteiro 31’ Gonçalves 37’ (aut.) | Marcatori | 73’ (rig.) Silvio 90’ Savic |

#### Prima fase, girone di ritorno
| Arbitro: | Horisberger |

|               |           |            |
| Josipovic 53’ | Marcatori | 26’ Pasche |

| Arbitro: | Dudic |

|                        |           |  |
| Rapp 44’ Geissmann 54’ | Marcatori |  |

| Arbitro: | Cibelli |

|                 |           |                     |
| Turkeš 55’, 87’ | Marcatori | 37’ Zeqiri 61’ Rapp |

| Arbitro: | Wolfensberger |

|            |           |                       |
| Zeqiri 79’ | Marcatori | 13’ Wieser 39’ Dossou |

| Arbitro: | Piccolo |

|            |           |            |
| Ulrich 52’ | Marcatori | 35’ Zeqiri |

| Arbitro: | Piccolo |

|                                           |           |           |
| Dominguez 12’, 60’ Pos 33’, 45’ Silva 73’ | Marcatori | 82’ Alves |

| Arbitro: | Dudic |

|                         |           |                            |
| Tasar 32’ Karanović 83’ | Marcatori | 34’ Oliveira 75’ Margiotta |

| Arbitro: | Tschudi |

|            |           |          |
| Zeqiri 78’ | Marcatori | 35’ Koné |

| Arbitro: | Piccolo |

|  |           |                         |
|  | Marcatori | 35’ Pasche 90’ Oliveira |

#### Seconda fase, girone di andata
| Arbitro: | Dudic |

|                                |           |                        |
| Puertas 1’ Koura 54’ Ndoye 90’ | Marcatori | 31’ Wiget 41’ Chihadeh |

| Arbitro: | Schärer |

|                     |           |                           |
| Tadić 49’ Gajić 66’ | Marcatori | 39’ Kukuruzović 90’ Silva |

| Arbitro: | Cibelli |

|             |           |  |
| N'Ganga 84’ | Marcatori |  |

| Arbitro: | Schärer |

|                |           |                      |
| Cortelezzi 66’ | Marcatori | 75’ (rig.) Dominguez |

| Arbitro: | Tschudi |

|               |           |               |
| Sliskovic 89’ | Marcatori | 81’ Geissmann |

| Losanna 9 marzo 2019, ore 17:00 CET 24ª giornata | Losanna   | 0 – 0 referto | Aarau | Stade Olympique de la Pontaise (2 890 spett.)\| Arbitro: \| Jaccottet \| |
| Arbitro:                                         | Jaccottet |               |       |                                                                          |

| Arbitro: | Horisberger |

|  |           |                                |
|  | Marcatori | 35’ Koura 63’ (rig.) Dominguez |

| Arbitro: | Turkeš |

|           |           |              |
| Buess 39’ | Marcatori | 37’ Guidotti |

| Arbitro: | Tschudi |

|  |           |                    |
|  | Marcatori | 26’ Koné 74’ Imeri |

#### Seconda fase, girone di ritorno
| Arbitro: | Cibelli |

|  |           |          |
|  | Marcatori | 5’ Koura |

| Arbitro: | von Mandach |

|                          |           |  |
| Dominguez 2’ Puertas 38’ | Marcatori |  |

| Arbitro: | Wolfensberger |

|  |           |                                                   |
|  | Marcatori | 14’ Margiotta 42’ Pasche 75’, 90’ Ndoye 89’ Koura |

| Arbitro: | Piccolo |

|                                                          |           |            |
| Oliveira 9’ Margiotta 60’ Ndoye 69’ Dominguez 88’ (rig.) | Marcatori | 50’ Radice |

| Arbitro: | Hänni |

|                                     |           |  |
| Tasar 36’ Neumayr 69’ Schneuwly 79’ | Marcatori |  |

| Arbitro: | San |

|                                      |           |                  |
| Stevanović 4’ Alphonse 74’ Imeri 77’ | Marcatori | 15’ (aut.) Frick |

| Losanna 15 maggio 2019, ore 20:00 CEST 34ª giornata | Losanna     | 0 – 0 referto | Sciaffusa | Stade Olympique de la Pontaise (1 750 spett.)\| Arbitro: \| Horisberger \| |
| Arbitro:                                            | Horisberger |               |           |                                                                            |

| Arbitro: | Cibelli |

|  |           |                     |
|  | Marcatori | 5’ Ndoye 89’ Loosli |

| Arbitro: | Hänni |

|                                                           |           |                         |
| Zeqiri 4’ (rig.), 20’, 33’ N'Ganga 7’ Ndoye 27’ Buess 69’ | Marcatori | 14’ Dossou 75’ Sülüngöz |

### Coppa Svizzera
| Zurigo 18 agosto 2018, ore 18:00 CEST Primo turno                                 | Kosova Zurigo | 0 – 4 referto                                   | Losanna | Utogrund (300 spett.) |
| \| \| \| \| \| \| Marcatori \| 25’ Dominguez 36’ Schmid 58’ Brandão 61’ Zeqiri \| |               |                                                 |         |                       |
|                                                                                   |               |                                                 |         |                       |
|                                                                                   | Marcatori     | 25’ Dominguez 36’ Schmid 58’ Brandão 61’ Zeqiri |         |                       |

| Losanna 16 settembre 2018, ore 16:00 CEST Secondo turno | Losanna   | 0 – 1 referto | Sion | Stade Olympique de la Pontaise (7 000 spett.) |
| \| \| \| \| \| \| Marcatori \| 40’ Djitté \|            |           |               |      |                                               |
|                                                         |           |               |      |                                               |
|                                                         | Marcatori | 40’ Djitté    |      |                                               |

## Statistiche

### Statistiche di squadra
| Competizione     | Punti | In casa | In casa | In casa | In casa | In casa | In casa | In trasferta | In trasferta | In trasferta | In trasferta | In trasferta | In trasferta | Totale | Totale | Totale | Totale | Totale | Totale | DR  |
| Competizione     | Punti | G       | V       | N       | P       | Gf      | Gs      | G            | V            | N            | P            | Gf           | Gs           | G      | V      | N      | P      | Gf     | Gs     | DR  |
| ---------------- | ----- | ------- | ------- | ------- | ------- | ------- | ------- | ------------ | ------------ | ------------ | ------------ | ------------ | ------------ | ------ | ------ | ------ | ------ | ------ | ------ | --- |
| Challenge League | 63    | 18      | 9       | 7       | 2       | 36      | 17      | 18           | 7            | 8            | 3            | 28           | 20           | 36     | 16     | 15     | 5      | 64     | 37     | +27 |
| Coppa Svizzera   | -     | 1       | 0       | 0       | 1       | 0       | 1       | 1            | 1            | 0            | 0            | 4            | 0            | 2      | 1      | 0      | 1      | 4      | 1      | +3  |
| Totale           | 63    | 19      | 9       | 7       | 3       | 36      | 18      | 19           | 8            | 8            | 3            | 32           | 20           | 38     | 17     | 15     | 6      | 68     | 38     | +30 |

### Andamento in campionato
| Giornata  | 1 | 2 | 3 | 4 | 5 | 6 | 7 | 8 | 9 | 10 | 11 | 12 | 13 | 14 | 15 | 16 | 17 | 18 | 19 | 20 | 21 | 22 | 23 | 24 | 25 | 26 | 27 | 28 | 29 | 30 | 31 | 32 | 33 | 34 | 35 | 36 |
| --------- | - | - | - | - | - | - | - | - | - | -- | -- | -- | -- | -- | -- | -- | -- | -- | -- | -- | -- | -- | -- | -- | -- | -- | -- | -- | -- | -- | -- | -- | -- | -- | -- | -- |
| Luogo     | C | T | C | C | T | T | C | T | C | T  | C  | T  | C  | T  | C  | T  | C  | T  | C  | T  | C  | T  | T  | C  | T  | C  | C  | T  | C  | T  | C  | T  | T  | C  | T  | C  |
| Risultato | N | V | V | V | N | V | N | P | N | N  | V  | N  | P  | N  | V  | N  | N  | V  | V  | N  | V  | N  | N  | N  | V  | N  | P  | V  | V  | V  | V  | P  | P  | N  | V  | V  |
| Posizione | 5 | 3 | 1 | 1 | 1 | 1 | 2 | 2 | 2 | 2  | 2  | 2  | 4  | 4  | 3  | 4  | 4  | 3  | 3  | 2  | 2  | 2  | 2  | 2  | 2  | 2  | 2  | 2  | 2  | 2  | 2  | 2  | 3  | 3  | 3  | 3  |

Legenda:

Luogo: C = Casa; T = Trasferta. Risultato: V = Vittoria; N = Pareggio; P = Sconfitta.

### Statistiche dei giocatori
| Giocatore        | Challenge League | Challenge League | Challenge League | Challenge League | Coppa Svizzera | Coppa Svizzera | Coppa Svizzera | Coppa Svizzera | Totale   | Totale | Totale      | Totale     |
| Giocatore        | Presenze         | Reti             | Ammonizioni      | Espulsioni       | Presenze       | Reti           | Ammonizioni    | Espulsioni     | Presenze | Reti   | Ammonizioni | Espulsioni |
| ---------------- | ---------------- | ---------------- | ---------------- | ---------------- | -------------- | -------------- | -------------- | -------------- | -------- | ------ | ----------- | ---------- |
| M. Asllani       | 10               | 1                | 2                | 0                | 1              | 0              | 0              | 0              | 11       | 1      | 2           | 0          |
| G. Barès         | 1                | 0                | 0                | 0                | 0              | 0              | 0              | 0              | 1        | 0      | 0           | 0          |
| D. Berchtold     | 0                | 0                | 0                | 0                | 0              | 0              | 0              | 0              | 0        | 0      | 0           | 0          |
| N. Boranijašević | 12               | 0                | 0                | 0                | 0              | 0              | 0              | 0              | 12       | 0      | 0           | 0          |
| B. Brandão       | 23               | 1                | 5                | 0                | 2              | 1              | 0              | 0              | 25       | 2      | 5           | 0          |
| R. Buess         | 14               | 2                | 2                | 0                | 0              | 0              | 0              | 0              | 14       | 2      | 2           | 0          |
| A. Cabral        | 24               | 0                | 8                | 0                | 2              | 0              | 0              | 0              | 26       | 0      | 8           | 0          |
| T. Castella      | 35               | 0                | 0                | 0                | 0              | 0              | 0              | 0              | 35       | 0      | 0           | 0          |
| S. Dega          | 4                | 0                | 1                | 0                | 1              | 0              | 0              | 0              | 5        | 0      | 1           | 0          |
| M. Dominguez     | 29               | 7                | 5                | 0                | 1              | 1              | 0              | 0              | 30       | 8      | 5           | 0          |
| T. Escorza       | 1                | 0                | 0                | 0                | 0              | 0              | 0              | 0              | 1        | 0      | 0           | 0          |
| P. Flo           | 32               | 0                | 0                | 0                | 1              | 0              | 0              | 0              | 33       | 0      | 0           | 0          |
| J. Geissmann     | 26               | 3                | 2                | 0                | 1              | 0              | 0              | 0              | 27       | 3      | 2           | 0          |
| N. Gétaz         | 26               | 2                | 3                | 0                | 2              | 0              | 0              | 0              | 28       | 2      | 3           | 0          |
| A. Koura         | 13               | 4                | 1                | 0                | 0              | 0              | 0              | 0              | 13       | 4      | 1           | 0          |
| S. Kukuruzović   | 29               | 1                | 3                | 0                | 1              | 0              | 0              | 0              | 30       | 1      | 3           | 0          |
| N. Loosli        | 21               | 4                | 5                | 0                | 2              | 0              | 0              | 0              | 23       | 4      | 5           | 0          |
| J. Manière       | 0                | 0                | 0                | 0                | 0              | 0              | 0              | 0              | 0        | 0      | 0           | 0          |
| F. Margiotta     | 19               | 3                | 2                | 0                | 1              | 0              | 1              | 0              | 20       | 3      | 3           | 0          |
| E. Monteiro      | 9                | 1                | 2                | 0                | 1              | 0              | 0              | 0              | 10       | 1      | 2           | 0          |
| I. N'Ganga       | 30               | 2                | 3                | 0                | 2              | 0              | 0              | 0              | 32       | 2      | 3           | 0          |
| M. Nanizayamo    | 7                | 0                | 0                | 0                | 0              | 0              | 0              | 0              | 7        | 0      | 0           | 0          |
| D. Ndoye         | 15               | 6                | 1                | 0                | 0              | 0              | 0              | 0              | 15       | 6      | 1           | 0          |
| J. Oliveira      | 30               | 3                | 5                | 0                | 2              | 0              | 1              | 0              | 32       | 3      | 6           | 0          |
| A. Ouattara      | 0                | 0                | 0                | 0                | 0              | 0              | 0              | 0              | 0        | 0      | 0           | 0          |
| A. Pasche        | 33               | 3                | 6                | 0                | 2              | 0              | 1              | 0              | 35       | 3      | 7           | 0          |
| L. Pos           | 11               | 2                | 1                | 2                | 0              | 0              | 0              | 0              | 11       | 2      | 1           | 2          |
| C. Puertas       | 19               | 2                | 4                | 0                | 0              | 0              | 0              | 0              | 19       | 2      | 4           | 0          |
| S. Rapp          | 15               | 6                | 3                | 0                | 1              | 0              | 1              | 0              | 16       | 6      | 4           | 0          |
| D. Schmid        | 11               | 0                | 0                | 0                | 1              | 1              | 0              | 0              | 12       | 1      | 0           | 0          |
| D. Silva         | 1                | 0                | 0                | 0                | 2              | 0              | 0              | 0              | 3        | 0      | 0           | 0          |
| S. Silva         | 12               | 2                | 1                | 0                | 1              | 0              | 1              | 0              | 13       | 2      | 2           | 0          |
| A. Zeqiri        | 24               | 7                | 2                | 0                | 1              | 1              | 1              | 0              | 25       | 8      | 3           | 0          |